# De Stijl

Compoziție cu roșu, galben și albastru (1921) de Piet Mondrian, o pictură de Stijl

De Stijl (pronunțat aproximativ dă-steil, insemnând stilul în neerlandeză) sau neoplasticism a fost un stil, sau mișcare, de artă în anii 1920 originar în Țările de Jos.
Artiștii care făceau parte din mișcarea de Stijl au vrut să exprime un nou ideal utopian, al armoniei și al ordinii spirituale. Ei suportau abstracția pură în artă, și universalitatea prin reducerea la elementele esențiale a formei și a culorii — adică, simplificau compozițiile visuale la linii sau forme doar în direcțiile verticale și orizontale, și foloseau doar cele trei culori primare: roșu, albastru și galben, în afară de alb și negru.
Filosofia neoplatonică a matematicianului M. H. J. Schoenmaekers, care a inventat termenul neoplasticism, a influențat semnificativ mișcarea de Stijl.
Piet Mondrian, artistul cel mai bine cunoscut a mișcării, a publicat Manifestul Neo-Plasticist în 1920. Pictorul Theo van Doesburg a publicat un jurnal numit De Stijl între 1917 și 1928, propagând teoriile mișcarii. Alți artiști de Stijl includ pictorul George Vantongerloo și arhitecții J.J.P. Oud și Gerrit Rietveld.
Lucrările mișcării de Stijl au influențat stilul Bauhaus și Stilul Internațional în arhitectură, în afară de diverse stiluri de modă și design interior.

## Artiști (listă incompletă)
- Theo van Doesburg (1883 — 1931)
- Piet Mondrian (1872 — 1944)
- Max Bill (1908 — 1994)
- Ilya Bolotowsky (1907 — 1981)
- Burgoyne Diller (1906 — 1965)
- Jean Gorin (1899 — 1981)
- Marlow Moss (1890 — 1958)
- Amédée Ozenfant (1886 — 1966)
- Georges Vantongerloo (1886 — 1965)

În afară de influențele de Stijl asupra artelor vizuale, arhitecturii și designului, a avut de asemenea un efect (deși relativ minor) în lumea muzicii — compozitor neerlandez Jakob van Domselaer (1890-1960), un prieten apropiat al lui Mondrian din 1912, a creat un număr de producții muzicale bazate pe princiiple neoplasticiste începând din 1913.